# Nonstop (Sick of It All)
Nonstop è il decimo album in studio del gruppo musicale statunitense Sick of It All, pubblicato nel 2011 dalla Century Media Records. Si tratta di una raccolta dei brani più significativi del gruppo.

## Tracce
1. Clobberin' Time
2. Injustice System!
3. Sanctuary
4. Scratch The Surface
5. Us Vs. Them
6. The Deal
7. Just Look Around
8. Ratpack
9. World Full Of Hate
10. Pushed Too Far
11. GI Joe Headstomp
12. Never Measure Up
13. Chip Away
14. Busted
15. Locomotive
16. My Life
17. Friends Like You
18. Relentless
19. No Labels
20. Built To Last
21. Clobberin' Time [KRS-One Civilization Mix]|[1]

## Formazione
- Lou Koller - voce
- Pete Koller - chitarra
- Craig Ahead - basso
- Armand Majidi - batteria